# Sempiternal
Sempiternal – czwarty album brytyjskiego zespołu Bring Me The Horizon. W Wielkiej Brytanii został wydany 1 kwietnia 2013, a w Stanach Zjednoczonych 2 kwietnia 2013 przez wytwórnię RCA Records i Epitaph Records. Wyprodukowany został przez Terry’ego Date’a.

## Utwory
1. "Can You Feel My Heart" 3:47
2. "The House of Wolves" 3:25
3. "Empire (Let Them Sing)" 3:45
4. "Sleepwalking" 3:50
5. "Go to Hell, for Heaven's Sake" 4:02
6. "Shadow Moses" 4:03
7. "And the Snakes Start to Sing" 5:01
8. "Seen It All Before" (feat. Immanu El jako wokalista wspierający) 4:07
9. "Antivist" 3:13
10. "Crooked Young" 3:34
11. "Hospital for Souls" 6:44
12. "Join the Club (wersja deluxe)" 3:06
13. "Chasing Rainbows (wersja deluxe)" 4:00
14. "Deathbeds (wersja deluxe)" (feat. Hannah Snowdon) 4:57

## Skład
- Oliver Sykes – wokal
- Lee Malia – gitara
- Jordan Fish – keyboard
- Matt Kean – gitara basowa
- Matt Nicholls – perkusja